# Sint-Antonius van Paduakerk (Ede)
De Sint-Antonius van Paduakerk is een rooms-katholiek kerkgebouw in de plaats Ede in de Nederlandse provincie Gelderland. De kerk, gebouwd in 1952 en 1953, is gewijd aan de heilige Antonius van Padua. Architect is Johannes Martinus van Hardeveld uit Amsterdam. Het is een gemeentelijk monument. De kerk bevindt zich aan de Stationsweg, iets ten noorden van het station Ede-Wageningen.

## Geschiedenis
De oorsprong van deze rooms-katholieke kerk in deze overwegend protestantse plaats is te vinden in het garnizoensverleden van Ede. Na de bouw van de eerste kazernes kwamen vanaf 1904 militairen, onder wie ook veel rooms-katholieken, vanuit het hele land naar Ede. Op initiatief van de toenmalige aalmoezenier en bouwpastor Padberg werd in 1920 een kerk gebouwd naar ontwerp van Wolter te Riele. Deze kerk werd in 1944 tijdens voorbereidende geallieerde bombardementen voor Operatie Market Garden volledig verwoest. Op dezelfde plaats werd in 1952 begonnen met de bouw van een nieuwe kerk naar ontwerp van J.M. van Hardeveld. In 1953 kwam de kerk gereed en op 21 juli 1954 werd deze geconsacreerd door de toenmalige hulpbisschop van Utrecht, Bernardus Alfrink. De naastgelegen nieuwe pastorie was in 1950 reeds gereed. De bouwkosten werden geschat op 240.000 gulden. In 1958 werd er een tweede katholieke kerk gebouwd in Ede: de Goede Herderkerk. Sinds 1 januari 2010 maakt de geloofsgemeenschap van de Antoniuskerk deel uit van de Parochie H. Titus Brandsma. De Goede Herderkerk werd in april 2013 aan de eredienst onttrokken. De geloofsgemeenschap aldaar werd samengevoegd met die van de Antoniuskerk onder de naam Geloofsgemeenschap Katholiek Ede.

## Architectuur

### Exterieur
De kerk is gebouwd als basiliek met een hoog schip en lagere zijbeuken. Aan de oostzijde bevindt zich de entree in een breed en hoog torenfront. In deze façade bevinden zich drie toegangsdeuren. Boven de linker- en de rechterdeur zijn in natuursteen de Griekse letters Α en Ω aangebracht. Boven de middelste deur bevindt zich een kruis. In het oog springend is het grote roosvenster met glas in lood, dat wordt geflankeerd door beeltenissen van de apostelen Petrus en Paulus. Hierboven bevinden zich drie luidklokken: één uit 1960 en twee uit 1983. Het geheel is afgewerkt met een zadeldak met een kruis erop. Aan de westzijde bevindt zich de apsis met een puntgevel, waarin een luidklok hangt. Boven op de puntgevel is het christusmonogram aangebracht. Aan de zijgevels zijn twee uitbouwen voor biechtstoelen. Aan de noordzijde van de kerk bevindt zich een groot portiek. In 1987 is de kerk door middel van een moderne aanbouw verbonden met de pastorie en de sacristie. De doopkapel is toen uitgebreid en omgebouwd tot stiltecentrum.

### Interieur
Vanuit de oostelijke entree bieden drie dubbele glas-in-lood-tochtdeuren vanuit de hal toegang tot de kerk. Direct links bevindt zich de tot stiltecentrum omgebouwde voormalige doopkapel en rechts de Maria- of 'devotiekapel'. Het plafond van de kerk bestaat uit imitatie moer- en kinderbalken. Deze zijn in werkelijkheid gemaakt uit gaas en pleisterwerk. In de zijbeuken zijn twee glas-in-looddeuren die de biechtstoelen afsluiten. Een betonnen Anthoniusbeeld (1954) werd gemaakt door Auguste Manche.

Aan het einde van het schip voert een grote triomfboog zonder zijbeuken naar het priesterkoor. Aan weerszijden van het koor zijn ondiepe nissen waarin beelden van Maria en Jozef staan. Deze beelden zijn uit 1961 en van de hand van beeldhouwer Wim Harzing. Aan de rechterzijde van het  Mariabeeld is de stichtingssteen van de kerk aangebracht. Het opschrift hiervan luidt: 
Haec ecclesia So Antonio Patavensi dedicata a revo F.H. Padberg capellano militum. Huius parochiae fundatore aedificata anno 1921. Furore bellico destructa 17 sept. 1944. A revo parocho L.G. Eppink reaedificata est anno 1953.
Achter in de kerk is een koorgalerij waarop het orgel is geplaatst. Dit orgel is van de firma Pels en is gebouwd in 1966. Hieronder volgt de dispositie:
| Hoofdwerk C-g’’’ |    |
| Prestant         | 8' |
| Roerfluit        | 8' |
| Octaaf           | 4' |
| Koppelfluit      | 4' |
| Prestant         | 2' |
| Mixtuur IV       |    |
| Trompet          | 8' |

| Borstwerk C-g’’’ |        |
| Holpijp          | 8'     |
| Speelfluit       | 4'     |
| Nasard           | 2 2/3' |
| Woudfluit        | 2'     |
| Terts            | 1 3/5' |
| Reg. Trompet     | 8'     |
| Tremulant        |        |

| Pedaal C-f’ |     |
| Subbas      | 16' |
| Prestantbas | 8'  |
| Koraalbas   | 4'  |
| Fagot       | 16' |

3 koppels